# Simona Ballardini
Simona Ballardini (Faenza, 24 marzo 1981) è un'allenatrice di pallacanestro ed ex cestista italiana; guardia-ala di 183 cm.
Ha giocato in Serie A1 con Faenza, Schio, Venezia, Umbertide, Taranto e Priolo e in Francia a Bourges.

## Carriera

### Nei club
Cresce nel settore giovanile del Club Atletico Faenza e fin da giovanissima diventa protagonista con la prima squadra (in cui esordisce quattordicenne nel 1995) della formazione manfreda. Nel 1998 viene premiata come migliore giovane del campionato italiano. Dopo aver contribuito da protagonista al ritorno del Club Atletico nella massima serie, disputa con la formazione faentina un ottimo campionato di Serie A1  e si trasferisce in seguito a Schio. In Veneto non trova tantissimo spazio ma vince due coppe Ronchetti (attuale FIBA Europe Cup). Dopo la parentesi a Schio torna a Faenza dove si afferma come una delle migliori giocatrici italiane di pallacanestro. Trascina la squadra della sua città ai vertici del movimento cestistico femminile nazionale con l'accesso alla prima finale scudetto della sua storia e conquista, nel 2007, la Coppa Italia. Nel finale della stagione 2006-07 subisce un serio infortunio al ginocchio. Dal 2008 al 2010 gioca con la maglia dell'Umana Venezia. Nell'estate del 2010 si trasferisce all'Umbertide.
L'8 giugno 2011, dopo una sola stagione, lascia l'Umbertide per passare al Cras Taranto. Con le pugliesi vince il suo primo scudetto e la Coppa Italia. Si svincola nel settembre 2012 per accasarsi con un contratto di un mese al C.J.M. Bourges, nella Ligue Féminine de Basket.
Dopo quindici mesi di inattività per un infortunio a un crociato, il 1º gennaio 2014 firma per la Trogylos Priolo, con l'obiettivo di raggiungere la salvezza. Nella stagione 2014-15 gioca in A2 a Castel San Pietro Terme sfiorando la promozione in A1 (le castellane perdono gara-3 della finale play-off contro il Geas Sesto San Giovanni). Nella stagione 2015-16 torna a Faenza come giocatrice-allenatrice. Nella stagione 2016-17 porta la squadra dalla Serie B alla A2.
Si ritira dall'attività agonistica nel 2021.
Da dicembre subentra come allenatore del Faenza Basket Project.

### In Nazionale
Numerose anche le sue presenze nella nazionale di basket femminile.
Il 2 luglio 2009 vince la medaglia d'oro ai Giochi del Mediterraneo di Pescara con la maglia della Nazionale italiana.

## Statistiche

### Presenze e punti nei club
Statistiche aggiornate al 30 giugno 2014
| Stagione            | Squadra             | Competizione | Partite | Partite | Partite | Statistiche tiro | Statistiche tiro | Statistiche tiro | Altre statistiche | Altre statistiche | Altre statistiche | Altre statistiche | Altre statistiche |
| Stagione            | Squadra             | Competizione | Pres.   | Titol.  | Minuti  | Tiri da 2        | Tiri da 3        | Liberi           | Rimb.             | Assist            | Rubate            | Stopp.            | Punti             |
| ------------------- | ------------------- | ------------ | ------- | ------- | ------- | ---------------- | ---------------- | ---------------- | ----------------- | ----------------- | ----------------- | ----------------- | ----------------- |
| 1996-1997           | Erreti Faenza       | Serie A1     | 2       |         | 8       | 1/2              | 0/0              | 0/1              | 0                 | 0                 | 0                 |                   | 2                 |
| 1997-1998           | Erreti Faenza       | Serie A1     | 25      |         | 316     | 20/46            | 14/51            | 15/21            | 47                | 2                 | 23                |                   | 97                |
| 1998-1999           | HS Penta Faenza     | Serie A2     |         |         |         |                  |                  |                  |                   |                   |                   |                   |                   |
| 1999-2000           | HS Penta Faenza     | Serie A1     | 27      |         | 796     | 88/185           | 32/103           | 41/66            | 94                | 13                | 50                |                   | 313               |
| 2000-2001           | Famila Schio        | Serie A1     | 28      |         | 465     | 57/120           | 15/40            | 61/86            | 32                | 8                 | 47                |                   | 220               |
| 2001-2002           | Famila Schio        | Serie A1     | 33      |         | 763     | 70/138           | 12/46            | 33/54            | 64                | 19                | 82                |                   | 209               |
| 2002-2003           | Famila Schio        | Serie A1     | 28      |         | 603     | 61/131           | 13/53            | 32/47            | 86                | 13                | 42                |                   | 193               |
| 2003-2004           | HS Penta Faenza     | Serie A1     | 30      |         | 849     | 92/200           | 40/139           | 82/99            | 105               | 21                | 68                | 5                 | 435               |
| 2004-2005           | HS Penta Faenza     | Serie A1     | 38      |         | 1 212   | 117/214          | 82/239           | 93/135           | 140               | 64                | 87                |                   | 583               |
| 2005-2006           | Germano Zama Faenza | Serie A1     | 38      | 37      | 1 363   | 119/267          | 80/227           | 144/188          | 196               | 83                | 115               | 13                | 622               |
| 2006-2007           | Germano Zama Faenza | Serie A1     | 35      | 29      | 1 012   | 84/172           | 77/216           | 111/144          | 148               | 84                | 112               | 2                 | 510               |
| 2007-2008           | Germano Zama Faenza | Serie A1     | 11      | 7       | 257     | 19/49            | 16/55            | 17/19            | 32                | 11                | 24                | 1                 | 103               |
| 2008-2009           | Umana Venezia       | Serie A1     | 32      | 31      | 903     | 73/154           | 48/137           | 88/119           | 94                | 34                | 88                | 9                 | 378               |
| 2009-2010           | Umana Venezia       | Serie A1     | 31      | 30      | 919     | 73/140           | 44/141           | 93/114           | 92                | 58                | 85                | 8                 | 371               |
| 2010-2011           | Liomatic Umbertide  | Serie A1     | 28      | 28      | 933     | 70/155           | 49/125           | 86/119           | 120               | 61                | 67                | 9                 | 373               |
| 2011-2012           | Cras Taranto        | Serie A1     | 35      | 21      | 802     | 85/155           | 33/112           | 94/121           | 86                | 47                | 64                | 4                 | 363               |
| 2012 - ottobre '12  | Bourges Basket      | LFB          | 4       |         |         | 4/6              | 3/6              | 9/10             | 4                 | 2                 | 0                 |                   | 26                |
| gennaio 2014 - 2014 | Bricocenter Priolo  | Serie A1     | 11      | 8       | 357     | 28/57            | 18/50            | 24/31            | 42                | 16                | 18                | 1                 | 134               |
| Totale carriera     |                     |              |         |         |         |                  |                  |                  |                   |                   |                   |                   |                   |

### Cronologia presenze e punti in Nazionale
| Cronologia completa delle presenze e dei punti in Nazionale - Italia | Cronologia completa delle presenze e dei punti in Nazionale - Italia | Cronologia completa delle presenze e dei punti in Nazionale - Italia | Cronologia completa delle presenze e dei punti in Nazionale - Italia | Cronologia completa delle presenze e dei punti in Nazionale - Italia | Cronologia completa delle presenze e dei punti in Nazionale - Italia | Cronologia completa delle presenze e dei punti in Nazionale - Italia | Cronologia completa delle presenze e dei punti in Nazionale - Italia |
| Data                                                                 | Città                                                                | In casa                                                              | Risultato                                                            | Ospiti                                                               | Competizione                                                         | Punti                                                                | Note                                                                 |
| -------------------------------------------------------------------- | -------------------------------------------------------------------- | -------------------------------------------------------------------- | -------------------------------------------------------------------- | -------------------------------------------------------------------- | -------------------------------------------------------------------- | -------------------------------------------------------------------- | -------------------------------------------------------------------- |
| 24/07/2008                                                           | Bormio                                                               | Italia                                                               | 63 - 60                                                              | Grecia                                                               | Torneo amichevole                                                    | 6                                                                    | [ 20 ]                                                               |
| 25/07/2008                                                           | Bormio                                                               | Italia                                                               | 66 - 58                                                              | Lituania                                                             | Torneo amichevole                                                    | 10                                                                   | [ 21 ]                                                               |
| 26/07/2008                                                           | Bormio                                                               | Italia                                                               | 66 - 69                                                              | Belgio                                                               | Torneo amichevole                                                    | 10                                                                   | [ 22 ]                                                               |
| 13-8-2008                                                            | Danzica                                                              | Polonia                                                              | 63 - 59                                                              | Italia                                                               | Qual. Euro 2009 - Gruppo B                                           | 17                                                                   | [ 23 ]                                                               |
| 16-8-2008                                                            | Cagliari                                                             | Italia                                                               | 77 - 62                                                              | Finlandia                                                            | Qual. Euro 2009 - Gruppo B                                           | 12                                                                   | [ 24 ]                                                               |
| 20-8-2008                                                            | Sarajevo                                                             | Bosnia ed Erzegovina                                                 | 53 - 68                                                              | Italia                                                               | Qual. Euro 2009 - Gruppo B                                           | 11                                                                   | [ 25 ]                                                               |
| 27-8-2008                                                            | Chieti                                                               | Italia                                                               | 55 - 63                                                              | Turchia                                                              | Qual. Euro 2009 - Gruppo B                                           | 6                                                                    | [ 26 ]                                                               |
| 30-8-2008                                                            | Bologna                                                              | Italia                                                               | 69 - 76                                                              | Polonia                                                              | Qual. Euro 2009 - Gruppo B                                           | 13                                                                   | [ 27 ]                                                               |
| 3-9-2008                                                             | Espoo                                                                | Finlandia                                                            | 52 - 68                                                              | Italia                                                               | Qual. Euro 2009 - Gruppo B                                           | 14                                                                   | [ 28 ]                                                               |
| 6-9-2008                                                             | Schio                                                                | Italia                                                               | 75 - 49                                                              | Bosnia ed Erzegovina                                                 | Qual. Euro 2009 - Gruppo B                                           | 14                                                                   | [ 29 ]                                                               |
| 13-9-2008                                                            | Adana                                                                | Turchia                                                              | 80 - 61                                                              | Italia                                                               | Qual. Euro 2009 - Gruppo B                                           | 9                                                                    | [ 30 ]                                                               |
| 07/01/2009                                                           | Liegi                                                                | Belgio                                                               | 69 - 81                                                              | Italia                                                               | Qual. Euro 2009 - Additional Round                                   | 17                                                                   | [ 31 ]                                                               |
| 10/01/2009                                                           | Venezia                                                              | Italia                                                               | 83 - 50                                                              | Croazia                                                              | Qual. Euro 2009 - Additional Round                                   | 14                                                                   | [ 32 ]                                                               |
| 16/01/2009                                                           | Priolo Gargallo                                                      | Italia                                                               | 75 - 64                                                              | Belgio                                                               | Qual. Euro 2009 - Additional Round                                   | 18                                                                   | [ 33 ]                                                               |
| 19/01/2009                                                           | Cirquenizza                                                          | Croazia                                                              | 75 - 64                                                              | Italia                                                               | Qual. Euro 2009 - Additional Round                                   | 17                                                                   | [ 34 ]                                                               |
| 26/05/2009                                                           | Alba Adriatica                                                       | Italia                                                               | 60 - 64                                                              | Grecia                                                               | Amichevole                                                           | 4                                                                    | [ 35 ]                                                               |
| 29/05/2009                                                           | Porto San Giorgio                                                    | Italia                                                               | 75 - 71                                                              | Serbia                                                               | Amichevole                                                           | 9                                                                    | [ 36 ]                                                               |
| 30/05/2009                                                           | Porto San Giorgio                                                    | Italia                                                               | 63 - 67                                                              | Grecia                                                               | Amichevole                                                           | 10                                                                   | [ 37 ]                                                               |
| 01/06/2009                                                           | Porto San Giorgio                                                    | Italia                                                               | 56 - 60                                                              | Serbia                                                               | Amichevole                                                           | 7                                                                    | [ 38 ]                                                               |
| 07/06/2009                                                           | Valmiera                                                             | Francia                                                              | 76 - 61                                                              | Italia                                                               | EuroBasket 2009 - Prima fase                                         | 10                                                                   | [ 39 ]                                                               |
| 08/06/2009                                                           | Valmiera                                                             | Italia                                                               | 75 - 64                                                              | Israele                                                              | EuroBasket 2009 - Prima fase                                         | 10                                                                   | [ 40 ]                                                               |
| 09/06/2009                                                           | Valmiera                                                             | Italia                                                               | 67 - 58                                                              | Bielorussia                                                          | EuroBasket 2009 - Prima fase                                         | 9                                                                    | [ 41 ]                                                               |
| 12/06/2009                                                           | Riga                                                                 | Turchia                                                              | 64 - 59                                                              | Italia                                                               | EuroBasket 2009 - Prima fase                                         | 16                                                                   | [ 42 ]                                                               |
| 14/06/2009                                                           | Riga                                                                 | Russia                                                               | 67 - 59                                                              | Italia                                                               | EuroBasket 2009 - Seconda fase                                       | 13                                                                   | [ 43 ]                                                               |
| 16/06/2009                                                           | Riga                                                                 | Italia                                                               | 72 - 58                                                              | Lituania                                                             | EuroBasket 2009 - Seconda fase                                       | 11                                                                   | [ 44 ]                                                               |
| 17/06/2009                                                           | Riga                                                                 | Spagna                                                               | 61 - 42                                                              | Italia                                                               | EuroBasket 2009 - Quarti di finale                                   | 2                                                                    | [ 45 ]                                                               |
| 19/06/2009                                                           | Riga                                                                 | Italia                                                               | 68 - 66 dts                                                          | Lettonia                                                             | EuroBasket 2009 - Semifinale 5º posto                                | 4                                                                    | [ 46 ]                                                               |
| 20/06/2009                                                           | Riga                                                                 | Grecia                                                               | 60 - 56                                                              | Italia                                                               | EuroBasket 2009 - Finale 5º posto                                    | 9                                                                    | [ 47 ]                                                               |
| 28/06/2009                                                           | Ortona                                                               | Italia                                                               | 118 - 35                                                             | Albania                                                              | G. Mediterraneo 2009 - Fase a gironi                                 | 18                                                                   | [ 48 ]                                                               |
| 29/06/2009                                                           | Ortona                                                               | Italia                                                               | 71 - 89                                                              | Croazia                                                              | G. Mediterraneo 2009 - Fase a gironi                                 | 13                                                                   | [ 49 ]                                                               |
| 30/06/2009                                                           | Pescara                                                              | Italia                                                               | 63 - 60                                                              | Grecia                                                               | G. Mediterraneo 2009 - Semifinale                                    | 17                                                                   | [ 50 ]                                                               |
| 02/07/2009                                                           | Pescara                                                              | Italia                                                               | 70 - 54                                                              | Serbia                                                               | G. Mediterraneo 2009 - Finale                                        | 20                                                                   | [ 51 ]                                                               |
| 28/05/2011                                                           | Taranto                                                              | Italia                                                               | 63 - 42                                                              | Svezia                                                               | Amichevole                                                           | 20                                                                   | [ 52 ]                                                               |
| 30/05/2011                                                           | Taranto                                                              | Italia                                                               | 78 - 59                                                              | Svezia                                                               | Amichevole                                                           | 7                                                                    | [ 53 ]                                                               |
| 04/06/2011                                                           | Taranto                                                              | Italia                                                               | 76 - 55                                                              | Serbia                                                               | Qual. Euro 2011 - Additional T.                                      | 7                                                                    | [ 54 ]                                                               |
| 05/06/2011                                                           | Taranto                                                              | Italia                                                               | 57 - 78                                                              | Germania                                                             | Qual. Euro 2011 - Additional T.                                      | 11                                                                   | [ 55 ]                                                               |
| 07/06/2011                                                           | Taranto                                                              | Italia                                                               | 68 - 46                                                              | Belgio                                                               | Qual. Euro 2011 - Additional T.                                      | 9                                                                    | [ 56 ]                                                               |
| 08/06/2011                                                           | Taranto                                                              | Italia                                                               | 76 - 60                                                              | Romania                                                              | Qual. Euro 2011 - Additional T.                                      | 18                                                                   | [ 57 ]                                                               |
| Totale                                                               |                                                                      | Presenze                                                             | 38                                                                   |                                                                      | Punti                                                                | 442                                                                  |                                                                      |

## Palmarès

### Competizioni nazionali
- Campionato italiano: 1
Cras Taranto: 2011-12
- Coppa Italia: 2
Faenza: 2007; Cras Taranto: 2012
- Campionato italiano di Serie A2: 1
C.A. Faenza: 1998-99

### Competizioni internazionali
- Coppa Ronchetti: 2
Schio: 2000-01, 2001-02
- Giochi del Mediterraneo: 1
Nazionale italiana: Italia 2009.